# Montaña de Guajara
La Montaña de Guajara è un vulcano estinto che si trova sull'isola di Tenerife nell'Arcipelago delle Canarie (Spagna, Oceano Atlantico).

## Geografia
Con i suoi 2717 m sul livello del mare è la terza vetta più alta di Tenerife (dopo il Teide e il Pico Viejo) e la più alta della catena montuosa del cratere.
Fa parte del Parco nazionale del Teide, Patrimonio Mondiale dell'UNESCO.
Costituisce un punto ottimale per l'osservazione delle stelle. Sulla vetta si trovano ancora oggi i resti di un vecchio osservatorio, che fu il primo del mondo costruito in alta montagna.

## Cultura di Massa
La Guajara appare molteplici volte nel film western: La parola di un fuorilegge... è legge!, con Lee Van Cleef.